# Wintergrüne Ölweide
Die Wintergrüne Ölweide (Elaeagnus × submacrophylla Servett.), Immergrüne Ölweide oder Ebbings-Ölweide ist eine Kreuzung von Großblättriger Ölweide (Elaeagnus macrophylla) mit Dorniger Ölweide (Elaeagnus pungens), die 1928 entstand.

## Beschreibung
Die Wintergrüne Ölweide ist ein dichtbelaubter, wintergrüner bis 3 m hoher Strauch mit oberseits glänzend, dunkelgrünen Blättern, unterseits sind sie silbrig schuppig. Die zwittrigen, cremeweißen Blüten duften im Herbst intensiv. Sie reifen nach milden Wintern gelegentlich zu orange-grünen länglichen Steinfrüchten im Frühjahr heran.

## Verwendung

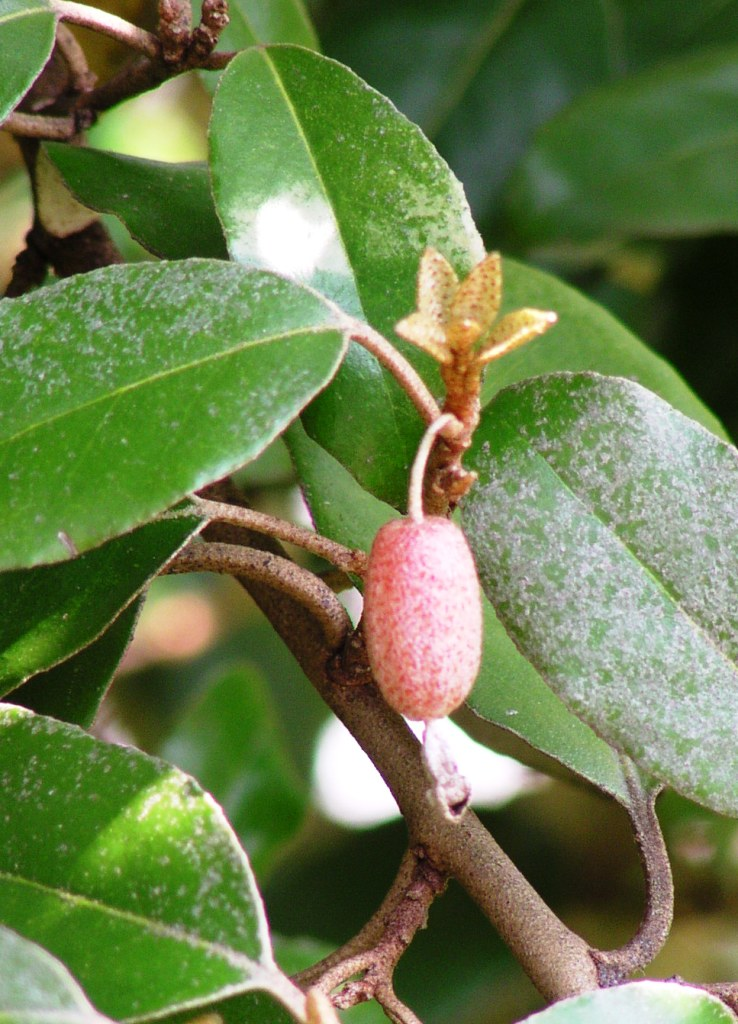
Frucht

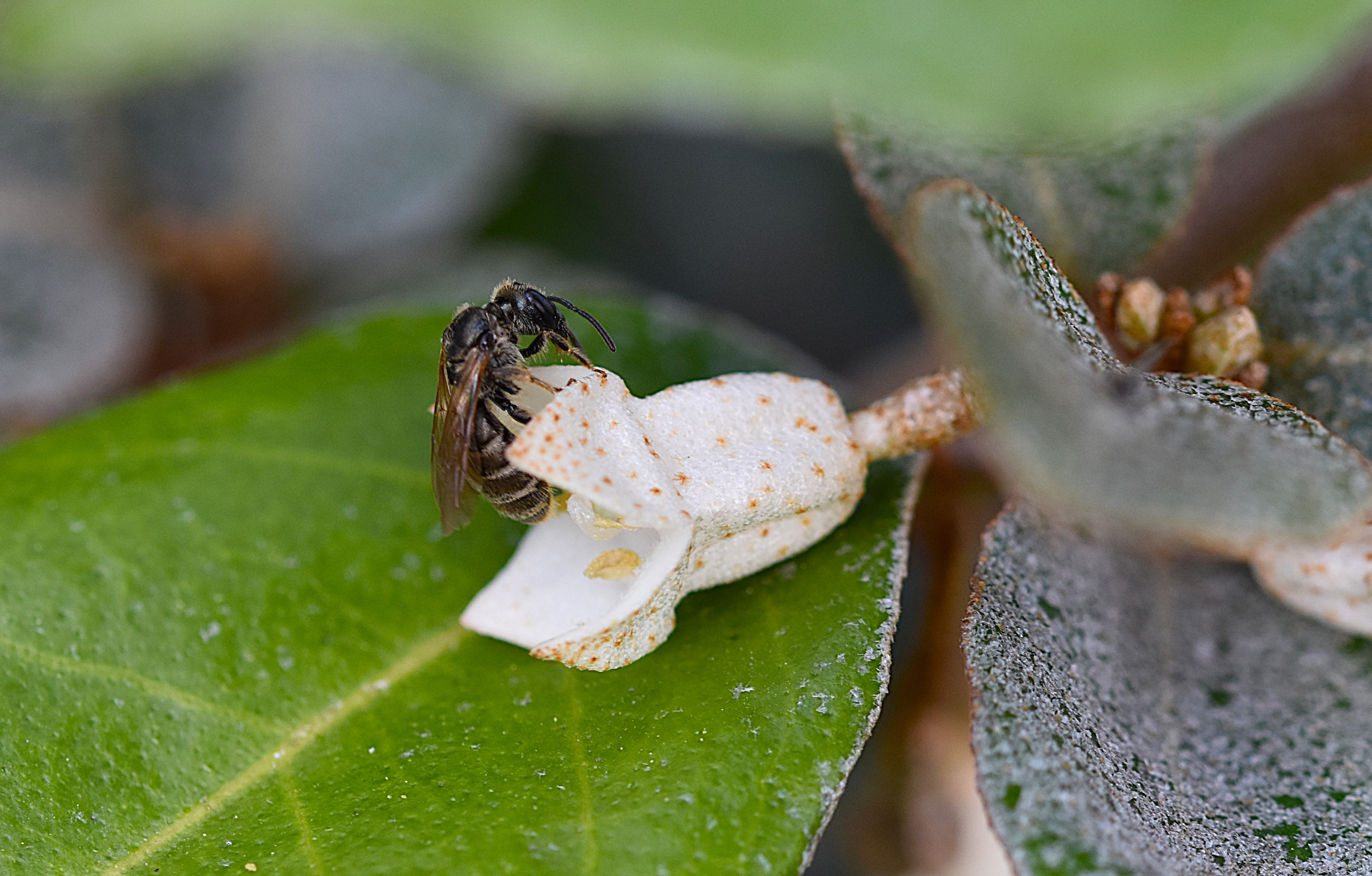
Wildbiene auf Blüte der Wintergrünen Ölweide

Wegen der späten Blütezeit bietet diese Ölweidenart wertvolle Nahrung für Insekten. Der Strauch wird meistens in Gärten als immergrünes, duftendes Ziergehölz kultiviert. Die Bepflanzung der Immergrünen Ölweide zwischen Obstbäume soll den Ertrag an Obst um 10 % erhöhen, da Ölweide in der Lage ist, Luftstickstoff aufzunehmen und zu ionischem Stickstoff umzuwandeln.

## Sorten
Als Ziergehölz mit teilweise farbigem Laub bieten Baumschulen manche Sorten an: 'Albert Doorenbos' – Originalsämling, 'Aurea' – Blatt mit intensiv gelbem Fleck, 'Coastal Gold' – graugrüne Blätter mit gelbem Fleck in der Mitte, 'Gilt Edge' – schmale, gelb gerandete Blätter, 'Lemon Ice' – Fleck in der Blattmitte rahmgelb bis gelbgrün, 'Limelight' – Blatt mit breitem intensivgelben Fleck in der Mitte, 'Salcombe Seedling', 'Southern Seedling', 'The Hague'.